# Sherard Bay
Sherard Bay är en vik i Kanada.   Den ligger i territoriet Nunavut, i den norra delen av landet, 3 700 km nordväst om huvudstaden Ottawa.
Trakten runt Sherard Bay är permanent täckt av is och snö. Trakten runt Sherard Bay är nära nog obefolkad, med mindre än två invånare per kvadratkilometer.